# Seix
Seix é uma comuna francesa na região administrativa de Occitânia, no departamento de Ariège. Estende-se por uma área de 86,78 km². Em 2010 a comuna tinha 720 habitantes (densidade: 8,3 hab./km²).